# حروب فرنسا الدينية
الحروب الدينية الفرنسية هي سلسلة من المعارك والصراعات في فترة الحرب الأهلية بين الكاثوليك الفرنسيين والبروتستانت (المعروفين باسم الهوغونوت) والتي وقعت أحداثها في الفترة من عام 1562 إلى عام 1598. قتل ما بين مليونين وأربعة ملايين شخص بسبب العنف أو المجاعة أو المرض الناجم مباشرة عن الصراع الذي أدى أيضًا إلى إضعاف سلطة الملكية الفرنسية بشكل كبير. من أهم أحداث هذه الحروب هي مذبحة عيد القديس برثولماوس في عام 1572.
انتهى القتال بتسوية في عام 1598، عندما أُعلن هنري نافار الذي تحول إلى الكاثوليكية في عام 1593 ملكًا على فرنسا باسم هنري الرابع وأصدر مرسوم نانت الذي منح حقوقًا وحريات كبيرة للهوغونوت. ومع ذلك، استمر الكاثوليك في معارضة البروتستانت وهنري، وأدى اغتياله عام 1610 إلى اندلاع جولة جديدة من تمردات الهوغونوت في عشرينيات القرن السابع عشر.
كانت التوترات بين أتباع الديانتين تتصاعد منذ ثلاثينيات القرن السادس عشر، مما أدى إلى تفاقم الانقسامات الإقليمية القائمة. أدت وفاة هنري الثاني ملك فرنسا في يوليو 1559 إلى بدء صراع طويل على السلطة بين أرملته كاثرين دي ميديشي والنبلاء الأقوياء. وكان من بين هؤلاء فصيل كاثوليكي متحمس للسلطة بقيادة عائلتي أسرة لورين و أسرة مونتمورنسي [الإنجليزية]، وآحر من البروتستانت بقيادة أسرة كوندي وجين دالبريت. تلقى كلا الجانبين المساعدة من قوى خارجية، حيث دعمت إسبانيا وسافوي الكاثوليك، في حين دعمت إنجلترا والجمهورية الهولندية البروتستانت.
كان المعتدلون، المعروفون أيضًا باسم السياسة، يأملون في الحفاظ على النظام من خلال مركزية السلطة وتقديم التنازلات للهوغونوتيين، بدلاً من سياسات القمع التي اتبعها هنري الثاني ووالده فرانسوا الأول. وكانوا مدعومين في البداية من قبل كاثرين دي ميديشي، التي أصدر مرسوم سان جيرمان [الإنجليزية] في يناير 1562 لكنه قوبل بمعارضة شديدة من قبل أسرة لورين وأدى إلى اندلاع قتال واسع النطاق في مارس. ومع ذلك، تبنت كاثرين لاحقًا موقفًا أكثر صرامة ودعمت مذبحة عيد القديس برثولماوس عام 1572 في باريس، والتي أسفرت عن مقتل ما بين 5000 إلى 30000 بروتستانتي في جميع أنحاء فرنسا.
شكلت الصراعات تحديًا كبيرًا للنظام الملكي وآخر ملوك فالوا، بما في ذلك أبناء كاثرين الثلاثة: فرانسيس الثاني، وتشارلز التاسع، وهنري الثالث. ردًا على هذه التحديات، اتخذ خليفتهم من آل بوربون هنري الرابع تدابير لإنشاء دولة مركزية قوية وتعزيز التسامح الديني بين الهوغونوتيين. استمرت سياسة التسامح هذه حتى عام 1685، عندما ألغى لويس الرابع عشر حفيد هنري مرسوم نانت.

## أسباب الصراع

### ضعف السلطة الملكية
تتزامن الاضطرابات مع ضعف السلطة الملكية، لم يسمح الملك فرانسوا الأول والملك هنري الثاني بأي تحدي لسلطتهم. و صُدفة بعد موت الملك هنري الثاني في 10 يوليو 1559، لم يستطع خلفائه فرانسوا الثاني
ثم تشارلز التاسع فرض سلطتهم حيث كانا صغار السن، لم يستطيعوا منع الفرنسيين من الانقسام بين الجهتين المحاربين، ترددت الملكة الأم كاترين دي ميديشي بين التسامح الديني والقمع، مما أدي إلي زيادة التوتر.
ظهر الطابع الإقطاعي بوضوح مع التزايد الاستقلالي للأمراء والأطراف الذي يزيد خطراً شبكة معاونيهم. إن اتحاد الولايات العامة (رجال الدين والنبلاء والبرجوازية وعامة الشعب) فترة الحروب الدينية هو الإثبات لهذا الضعف في السلطة. كان الملك في حاجة إلي دعم رعاياه من أجل إتخاذ الرارات التي ستكون مُحترمة من الجميع.
في هذه الفترة تحدي رجال القانون والأدباء السلطة الحاكمة الذين تصوروا خضوع أكثر من الملك لهذه التجمعات.

### العشائر النبيلة
كون الملوك صغار السن ليحكموا، مما دفع مختلف الجهات السياسية لمحاولة فرض سلطتهم للسيطرة علي السلطة الحاكمة. ثلاثة من العشائر النبيلة لديها الروابط الأسرية، سيتواجهون للسيطرة علي الحكم.

#### المونمورانسيين

أسرة قديمة وقوية التي تستمد ثروتها من علاقتها السياسية بالكندسطبل (رئسية شرطة الملك) آن دي مونمورانسي في عهد الملك هنري الثاني. في هذه العائلة توضيح نجلي الكندسطبل، فرانسوا دي مونمورانسي وهنري دي دامفيل. وأيضاً أبناء عمومتهم، ثلاثة أشقاء من شاتيون (غاسبار دي كوليني وفرانسوا دي كوليني وأودت دي كوليني).
ومع أنهم مقسمين بين كاثوليك وبروتستانت، فرصاً اتحد المونمورانسي-شاتيون لمواجهة النفوذ المتنامي لمنافسيهم الجيز. دون التقليل ولكن الحروب الدينية في نزاع خاص بين هاتين العائلتين. تنافسهم في التسابق علي السلطة حرك معاونيهم، ونشرهم في جميع أنحاء المملكة.

#### غيس

هم قادة الحزب الكاثوليكي، وأولاد عم دوق لورين، وقد عرفوا صعودهم السياسي بفضل كلود لورين ونجله فرانسوا، أول دوقين من غيس. وبفضل زواج ماري ستيوارت بوريث العرش. اللورنيين يدعمون الروابط بين وطنهم وبين سلالة فالوا. وتتوضح عائلتهم في تشارلز كاردينال لورين، هنري الأول دي غيس، وشارل دوق ماين. فإذا تجلي العداء من عائلة غيس ضد سياسة التسامح الديني لكاترين دي ميديشي مما تسبب فب استبعادهم في عهد شارل التاسع، هذا التعنت الكاثوليكي أتاح لهم شعبية كبري من الشعب. مستأجرين كأبطال الإيمان، عادوا منتصرين في مقدمة المسرحية في عهد الملك هنري الثاني بفضل الاتحاد.
في عام 1588، نجح الأعضاء الفرنسيين في طرد هنري الثالث من العاصمة، مما يعزز من تأثير اللوريين. انتهت كاترين دي ميديشي بنفسها بالصلاة لابنها لجعل الدوق دي جيز سعيداً.
في العام التالي رفضت الجامعة بعد اغتيال عضوين من مجلس النواب ؛ وأصبح أخاهم التالي، تشارلز دوق دي ماين، العدو الرئيسي في حلول الملك البروتستانتي هنري الرابع.

#### آل بوربون

هم أحفاد لويس التاسع مباشرة، هم آمراء الدم. أعضاء هذا البيت لهم الأسبقية علي بقية السادة من المملكة، ويجلسون بالقرب من الملك في الاحتفالات. وعلي الرغم من تردد وتغير الوجه السياسي والديني لرئيس العائلة أنطوان دي بوربون. وقد عُرفوا البوربون بأنهم زعماء بأنهم زعماء الحزب البروتستانتي في الحروب الدينية بفضل شقيقهم الأصغر لأنطوان، لويس دي كونديه، ثم ابن الأخير، هنري دي كونديه. ولكن هذا ابن أنطوان دي بوربون وجان ألبير وهنري الرابع الذي جاء للسيطرة تدرجيا علي رئاسة البروتستانت بعد تحوله المؤقت والقسري إلي الكاثوليكية بعد مذبحة سانت بارثيليمي.

### تدخُل البلاد المجاورة

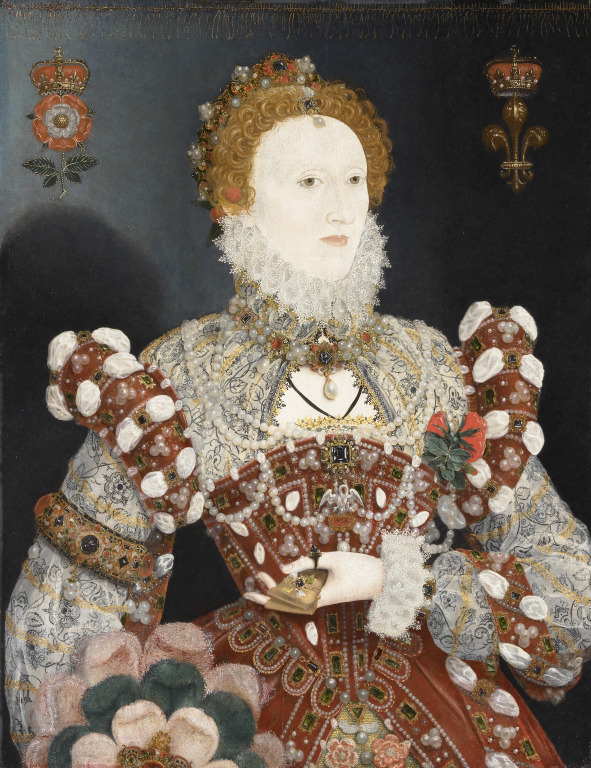
ملكة أنجلترا إليزابيث تتحد مع فرنسا ضد أسبانيا

يرجع أسباب الحروب الدينية إلي تدخل البلاد المجاورة لإشعال نار الاضطرابات وإضعاف فرنسا. بعد الهيمة في معركة سانت كينتان في عام 1557 وإمضاء معاهدة كاتو- كامبريزي، لقد شهدت فرنسا ضُعف سيادتها لصالح ملك أسبانيا فيليب الثاني. وبسبب الحرب الأهلية شهدت تراجعاً في النصف الثاني من القرن السادس عشر والذي استفادت منه أسبانيا وأنجلترا. وبالرغم من هذا الصعود للبلدين إلا أن فرنسا ظلت تُشكل قوة عُظمة من حيث عدد سكانها، وثروتها، ومكانتها.
و لإسقاط فرنسا ؛ ظلت أسبانيا وإنجلترا تمُدان يد العون لإحداث تمرد. تدخلي ملكة إنجلترا بالمشاركة إليزابيث الأولي في دعم البروتستانت، وملك أسبانيا في دعم عشيرة الجيز، مؤيدي الكاثوليكية. وفي أثناء الحروب الدينية، كانت فرنسا أيضاً مقسمة إلي اثنين من الفصائل مدعمين مادياً وعسكرياً من بلاد غريبة. وفي عام 1580 بدت فرنسا وكأنها أصبحت ساحة معركة حيث يتواجه أسبانيا وإنجلترا متوسطين الأطراف.
الجيران علي حدود فرنسا لديهم طموحات إقليمية. إنجلترا تعتزم استعادة كاليه التي لم تقبل خسارتها في 1558. إسبانيا تأمل في استعادة الجزء الشمالي من نافارا. لا سافوا جنباً إلي جنب مع أسبانيا تعتزم استرداد الساحات الإيطالية التي تحتلها فرنسا منذ الحروب الإيطالية.
الحروب الدينية في فرنسا معتمدة اعتماداً كبيراً علي السياق الأوروبي، هذا هو الحال فيما يتعلق بهولندا الأسبانية الذين يعانون الاضطرابات السياسية الدينية منذ تاريخ 1566. الحرب فب هولندا الإسبانية تؤثر تلقائيا علي الصراعات الفرنسية. والعكس بالعكس.
طلب ملك فرنسا مساعدة المرتزقة الأجانب. وأحضر أيضاً القوات السويسرية والإيطالية المبعوثة من البابا. تم استخدام الجنود لاندسكنيشت الألمانية علي نطاق واسع في الصراع من الجانبين. استخدم الأسبان القوات الفلمنكية.

### الأسباب الدينية البحتة
يميل التأريخ الأخير علي التركيز علي الأسباب الدينية البحتة للحروب الدينية. العمل المتقن لدنيس كروزيه المحاربين لله  (1990) قد أوضح كيفية اتصال المخاوف الأخروية (من القيامة) بالإيمان في نهاية العالم قريبة. واستطاعوا أن يجلبوا (عنف الحيازة الإلهي) بحثاً عن إعادة تأسيس نقاء المملكة.
هكذا نلاحظ الكثير من طقوس العنف التي تهدف إلي تسليط الضوء علي فساد الزنادقة : تشويه الجثث. لقد حاول الكالفنيين التخلص من وهم هذا العالم الملئ بالعلامات الإلهية الذي يدل علي عقلانية الفعل الديني، حيث العنف أكثر اعتدالاً في البداية وذلك قبل الاعتماد علي تكتيكات إرهابية تسعي إلي تخويف الخصم.
وفقاً لتحليل دنيس كروزيه، فإن مذبحة سانت بارثيليمي بعيداً عن أنها كسرت ديناميات الحزب البروتستانتي والمفارقة أهنا أدت إلي انخفاض العنف الكاثوليكي : وبعد حلم الوحدة في الله، لقد غرق الكاثوليك في الكآبة بسبب وعيهم بعدم جدوي العنف. العصبة التي يصادف المرحلة الأخيرة من الحروب الدينية وبصمتها، بحثت أيضاً للحد من العنف النبوي واللاهوتي لبداية الاضطرابات الدينية، وذلك للتهيئة للتوبة قبل مجئ المسيح.

## الحرب الأهلية

### تطور البروتستانتية الفرنسية

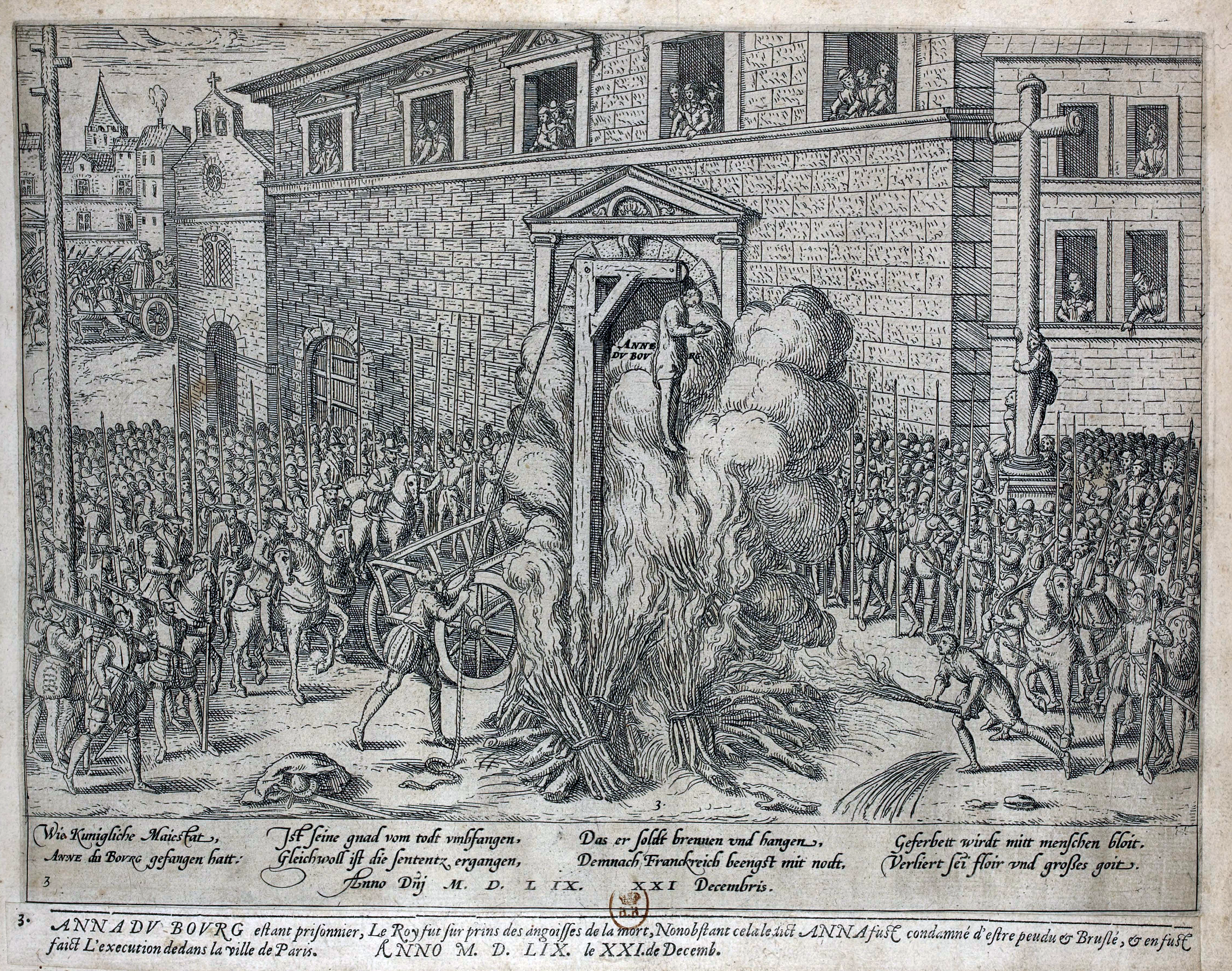
قتل القاضة آن دي بورج التي انتقضت الملك هنري الثاني لإضطهاده الديني في 1559

ظهرت أولي الاضطرابات الدينية في فرنسا في عهد الملك فرنسوا الأول (1515-1547). بالرغم من إنسانية النهضة إلا أن الملك قد اعتبر نزعة الإصلاح مثل شيء ضار لسلطته. في عام 1529 نُفي بيركن صديق لإراسموس. وبعد قضية بلاكار (1534) بدأ الملك في اضطهاد البروتستانت. في عام (1545) ذُبح 3000 ولدينيسيون في ليبيرون في ميرندول بأمر من برلمان إكس وبموافقة الملك.
و في عهد عهد نجله هنري الثاني زادت حدة التوترات الدينية. شَرع الملك قانون ضد البروتستانت. ضاعف المراسيم القمعية مرسوم كومبرانيه في عام 1547 سمح للمحاكم العلمانية بمحاكمة البروتستانت بمجرد وجود فضيحة عامة. مرسوم إكوين لعام 1557 طالب بإطلاق النار علي البروتستانت بدون محاكمة لمن يحاولون الفرار أو الثورة. في عام 1559 أعطت رسائل إكوين مَهمة لشخصيات بارزة للسفر في المقاطعة لمنع الهرطقة. في النهاية بناء الغرفة المشتعلة المصنوعة في برلمان باريس بمحاكمة المهرطقين في محرقة الجثث وفي عامين تم انهاء 37 شخص بها.
وبالرغم من هذه الاضطهادات إلا أن البروتستانتية قد نمت بشكل كبير. ويقتصر القمع المطلوبة من قبل الملك من ضعف مؤسساتها. لم يكن لدي الملك الدعم القضائي الكافي المهم لكي ينفذ سياسته. وكان هناك سوء تطبيق للمراسيم وشعر الكثير من الضباط بالتعاطف تجاه الإصلاح.
تم انتشار البروتستانتية في المناطق الحضارية وخصوصاً إلي من يستطيعون الوصول إلي الثقافة : البرجوازيين، الحلرفيين، رجال الكنيسة، العلماء، الكُتاب وموظفين القضاء.
تفاعل الملك، مرسوم شاتوه بريون في عام 1551 حيث شرح فيه بالضبط أنماط القمع. يزيد العقوبات المفروضة علي أمناء المكتبة، المحررين، وناشرين الكتب المحظورة. ولم يمنع.
انضمت طبقة النبلاء إلي الإصلاح منذ عام 1555. شخصيات كبيرة من القصر مثل أمير كونديه وفرانسوا دي اندولوه ساهموا في تنميته. وفي نهاية عهد هنري الثاني مللك فرنسا، حققت البروتيتانتية تقدم كبير أكثر من باقي الكنائس.
كان رد فعل الملك وحشي. تم إيقاف 6 من أعضاء برلمان باريس منهم آن دي بورج وذلك بعد جلسة 10 يونيو 1559. مات الملك بعد ذلك بشهر. سببت وفاته فترة من عدم اليقين. تركت معاهدة كاتو كمبريسيس طبقة النبلاء دون عمل ومتاحين للحروب الداخلية.

### تفاقم التوترات

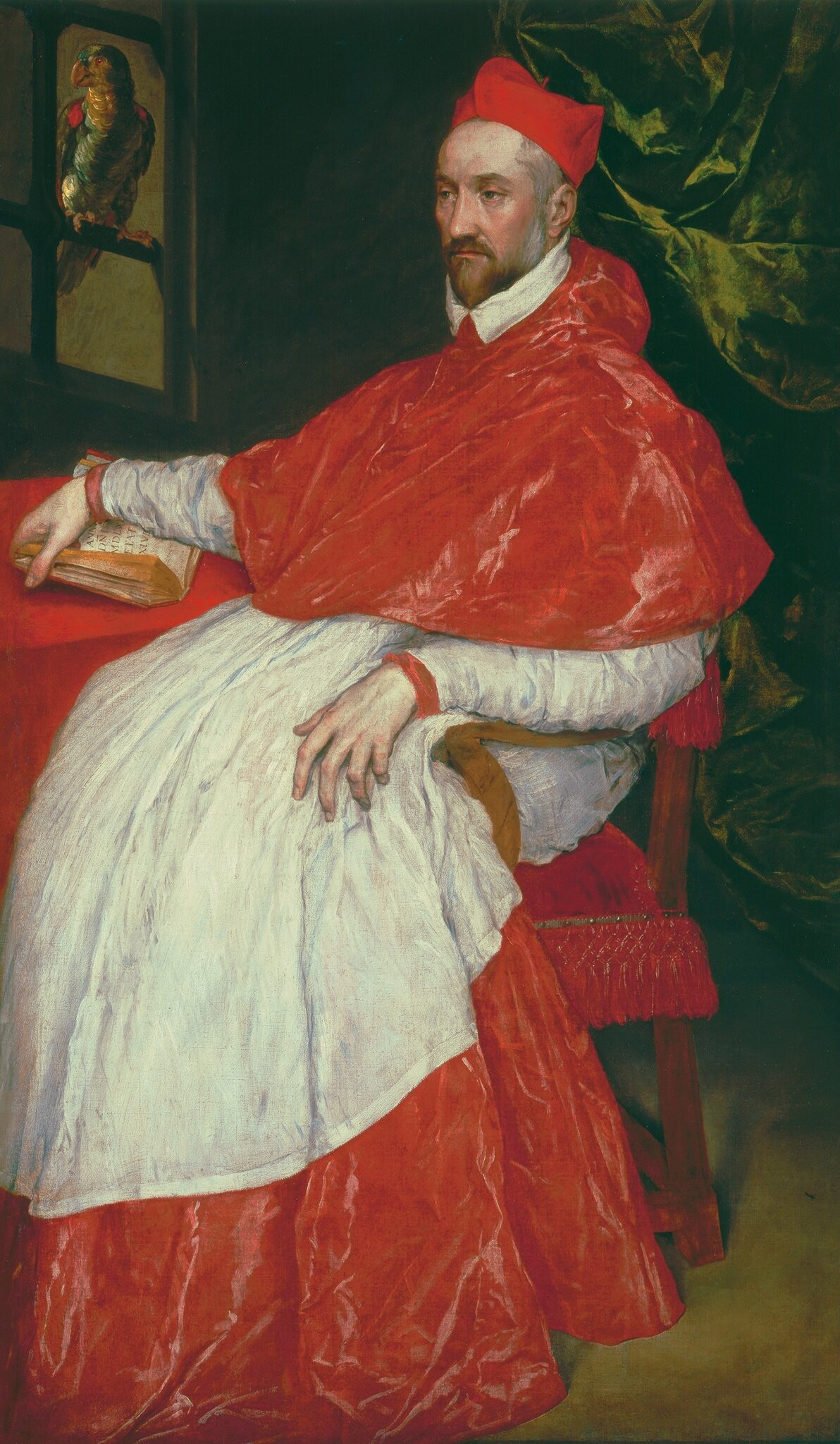
الكاردينال دي لورين

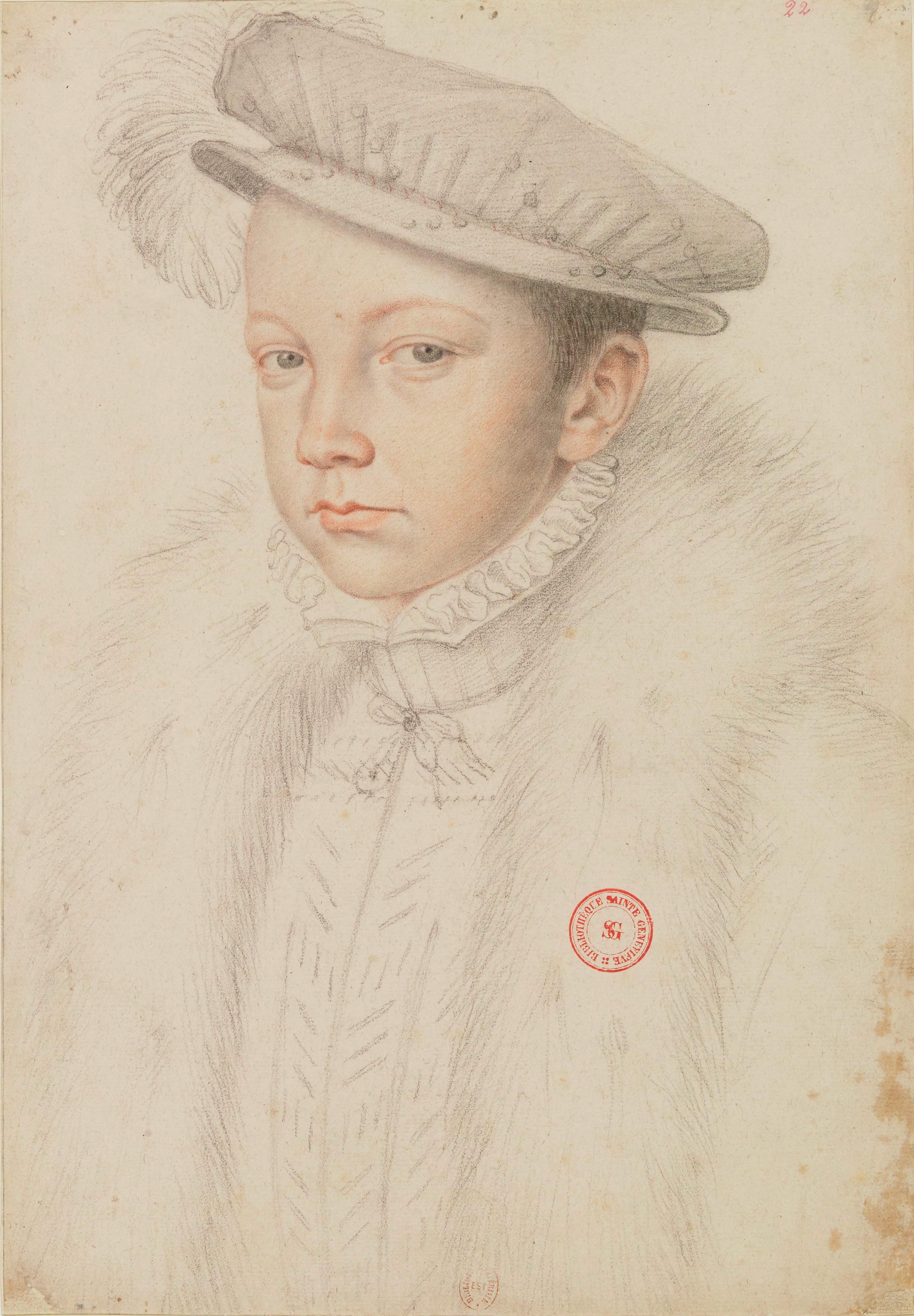
فرانسوا الثاني

في عام 1560 تبارت مختلف الأحزاب للسيطرة علي الحكم الملكي الموضوع منذ يوليو 1559 بين يدي الملك الشاب فرانسوا الثاني، الذي يبلغ من العمر 15 عام وكانت صحته بحالة سيئة. وقد عهد بحكمه إلي أعمام زوجته، الدوق دي جيز، والكاردينال دي لورن أنصار حزم الكاثوليك ضد البروتستانت. طُعن في شرعية وجودهم في السلطة من قبل البروتستانت من الأمير دي كونديه.
وقد أقام الأكثر تطرفاً منهم محاكمة سرية للجيز. رجل فرنسي مهذب لاجئ في سويسرا، وفد تكلف لا رينودي بتنفيذ الحكم. هذا أدي إلي مؤامرة أمبواز. وقد جند لا رينودي 500 من السادة لقد أراد أن يفاجئ المحكمة في بلوا في 6 مايو 1560. ولكن الجيز كانوا قد حُذروا. نقلت المحاكمة في أمبواس. والمتآمرين الذين أرادوا تقدمتهم سرا في أمبواس، وقد تم خيانتهم. حدث الهجوم ولكنه فشل بسبب سوء التنظيم. كان القمع شديد، وشنق المتآمرين علي شُرفة القلعة. وغضب الكثير من البروتستانت من هذا القمع الذي ألهمهم الكثير من الكراهية. في المحكمة لقد أضعف التآمر موقف الجيز وقوي موقف الملكة الأم كاترين دي ميديشي الذي كان أكثر استعداداً لسياية التوفيق. كانت الملكة محاطة بالمستشارين المعتدلين والقريبين من الإصلاح، ولقد حصلت من الملك علي العفو علي  جرائم الهرطقة، وعقد الولايات العامة وإعداد مجلس وطني.
لقد حاول الأكثر تصميماً من البروتستانت تنظيم الانقلابات. احتُلت الكنائس.بدأ القمع من جديد في سبتمبر. أُلقي القبض علي الأمير دي كونديه بأمر من الملك شخصياً. ودعا بعض الأساقفة ورؤساء البرلمان الجيش الملكي للمساعدة. وفي لانجيدوك الكونت دي فيلار قد هرب الوزراء البروتستانت وأعاد الكنائس للإيمان الكاثوليكي.

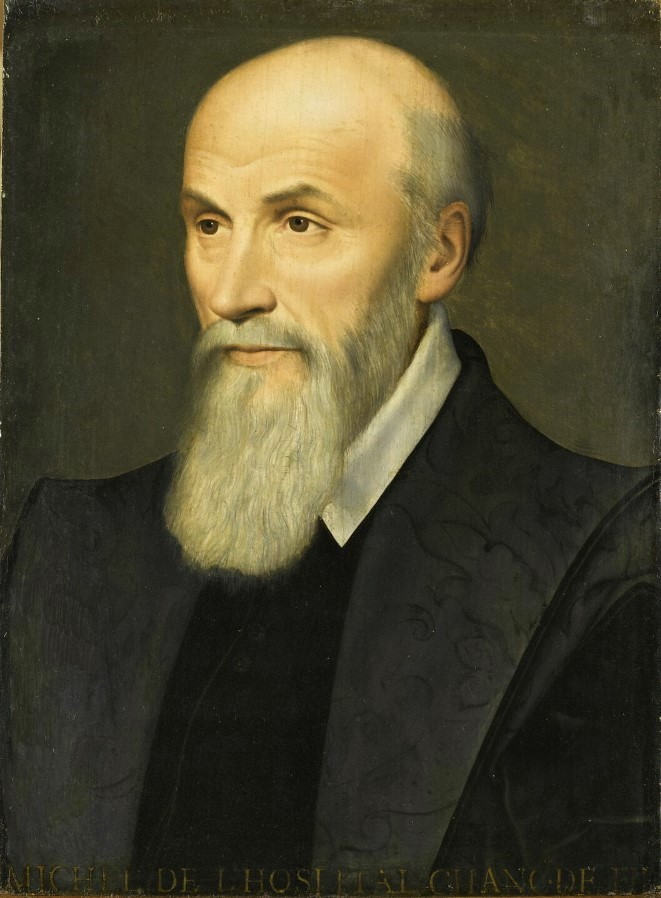
مايكل دي لوسبيتال

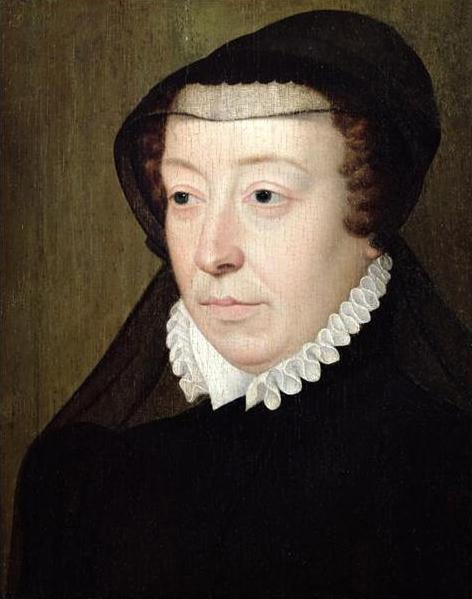
كاترين دي ميديشي

وبعد موت فرانسوا الثاني في ديسمبر 1560، أخذت كاترين دي ميديشي الوصاية علي تشارلز التاسع نظراً لصغر سنه، فكان لديه عشر سنوات. وقد أبعدت الجيز عن الحكم وبحثت مع المستشار مايكل دي لوسبيتال لكي تسعي إلي أرض مشتركة بين الكاثوليك والبروتستانت. أدي النقاش الديني إلي ولادة نقاش سياسي حاد. فمن جهة أراد الكاثوليك الوحدة الدينية حول الملك نيابة عن القول المأثور  الملك، القانون، الإيمان الواحد . ومن جهة أخرى تيار يحاول فصل القضايا السياسية والدينية من أجل الحفاظ قبل كل شيء علي وحدة الدولة ؛ وأنصار هذا التيار يعتقدون أن في مسائل الدين يجب تحديد النقاط الهامة التي سيتم الاتفاق عليها. الكاثوليك والبروتستانت الذين يدعونهم مخالفيهم تحت مسمي المتوسطين للأوائل والسياسيين للثاني.
الولايات العامة التي حدثت في صيف 1560 رأت وجهتي نظر معارضة: من جهة أولئك الذين يريدون استئصال بدعة بالقوة، ومن جهة أخرى من يعتقدون أن القمع لا يضر المملكة. حملت وثيقة أورليون 1560 اسم الملك بعد فترة من نهاية الولايات العامة. انها تعض لبعض المتطلبات الدينية الكفالة للسلطة العامة. وأيضا أصبح من الإلزامي الارتياح يوم الأحد وعدم الخرية من الدين. وفي ربيع 1561 زادت حدة التوترات، وأشعل الدعاة الكاثوليك الجماهير. وأحس البروتستانت بالتهديد وبدأوا بالتسلُح، وبدأوا بتحصين البلاد الخاضعة لسيطرتهم وأيضاً حظر الديانة اليهودية. أنشأ المجمع الكنسي دي سانت فوي (نوفمبر 1561) منظمة بروتستانتية عسكرية يعين أمراء الحرب. وسمحت الواصية بندوة دي بواسي للحفاظ علي الوحدة الدينية وتجنب الحرب. وقد عرق 12 وزير بروتستانتي مذهبهم منهم ثيودور دي بيزي في مواجهة جمهور من الكهنة الكاثوليك. ولكن المواجهة قد فشلت  بعد تدخل الأمبن العام لليسوعيين الذي شرح وقال أننا لا نستطيع مناقشة الحقائق التي وضعتها الكنيسة الكاثوليكية مع طردنا.
كان عام 1561 هو عام تتويج البروتستانتية بفرنسا، حيث كان يوجد حوالي مليوني بروتستانتي بفرنسا. وفي نهاية عام 1561 كان هناك أكثر من 670 كنيسة بروتستانتية في فرنسا. ويُقدر الآن أن نحو عُشر سكان المملكة هوغونوتيون. العداء أصبح شديداً في نهاية العام. توقفت البروتستانتية الفرنسية عن كونها كنسية وأصبحت حزباً.
كانت البلاد علي حافة أزمة دينية، واعماداً علي رعاية طبقة النبلاء اختار السادة الحزب البروتستانتي وألتفوا حول دي كونديه ودي شاتيون، والأخر الكاثوليكي حول الجيز والمونمورانسيين قادة الكاثوليك المتشددين. وفي 17 يناير 1562 أصدرت كاترين دي ميديشي مرسوم يناير 1562 الذي يُشكل ثورة حقيقية لأنه يتيح حرية الفكر وحرية العبادة للبروتستانت علي شرط أني يعيدوا جميع أماكن العبادة التي كانوا قد استولوا عليها، وأن يقيموا شعائرهم خارج المدن. والتسامح الأهلي الذي سعت الملكة إليه جاء بنتائج عكسية عن المرجوة. ما بين 28 يناير و 11 فبراير 1562 تم اجتماع مؤتمر آخر ولكن دون جدوي، وفي كثير من المناطق دمر البوتستانت الكثير من الكنائس بدلاً من إعادتها. وكانوا يمارسون ما يسمونه أعمال التخريب التعليمية، وتدمير الصور والصلبان، وأشاروا أن الله سيظل صامتاً أمام هذا التدنيس للمقدسات.

## الصراع
يمكننا أن نلاحظ ثماني حروب دينية: 1562-1563، 1567-1568، 1568-1570، 1572-1573، 1574-1576، 1576-1577، 1579-1580، 1585-1598. والأخيرة تحولت إلي حرب ضد ملك أسبانبا الذي دعم العُصبة. وفي الواقع لقد عرفت فرنسا 36 عاماً من الاضطرابات يصاحبها فترتين من الهدوء النسبي 

### الحرب الدينية الأولي (1562-1563)
تم إعلان الحرب فب الأول من مارس 1562 وذلك بعد مذبحة واسي. عند عودة فرانسوا دي جيز من لورين كان قد علم أن بروتستانتيوا واسي قد أقاموا شعائرهم الدينية في المدينة المسورة، وليس خارجها كما نصت معاهدة يناير. انطلق بقواته وذبح 74 بروتستانتي وجرح 1200 كانوا قد تجمعوا في الحظيرة. وعند عودته من باريس تم استقباله كبطل، وأعلن الشعب الحملات الصليبية ضد الهوغونوتيون. وأشعلت مذبحة واسي الأولي سانت بارثيليمي. بروتستانت تم ذحهم في سونس وفي تور، وفي مقاطعة مان، وفي في أنجوا.
أخذ البروتستانت الأسلحة تحت إشراف الأمير لويس دي كونديه الذي احتل أورليون. وقد استولوا بالمفاجأة علي الكثير من المدن الكبيرة.
النضال من أجل السيطرة علي المساحة الحضارية. وفي خلال شهر تمكن البروتستانت من السيطرة علي عدد كبير من المدن المهمة مثل ليون، وبواتييه، وأيضاً روان ثاني أهم مدن البلد. زادت المذابح من الجهتين. ودخلت البلد في الحرب الأهلية. علي غرار تلك الأحداث المندفعة، حاولت كاترين دي ميديشي السير علي نهج أخر للحفاظ علي السلام، ولكن الدوق دي جيز قام بانقلاب مع قواته وانطلق إلي قصر فونتينبلو حيث تعيش العائلة المالكة، وقد أرغم الملك الشاب ووالدته للذهاب إلي باريس بحجة حمايتهم من البروتستانت، وبالتال إجبارهم للاستفادة من الكاثوليك.

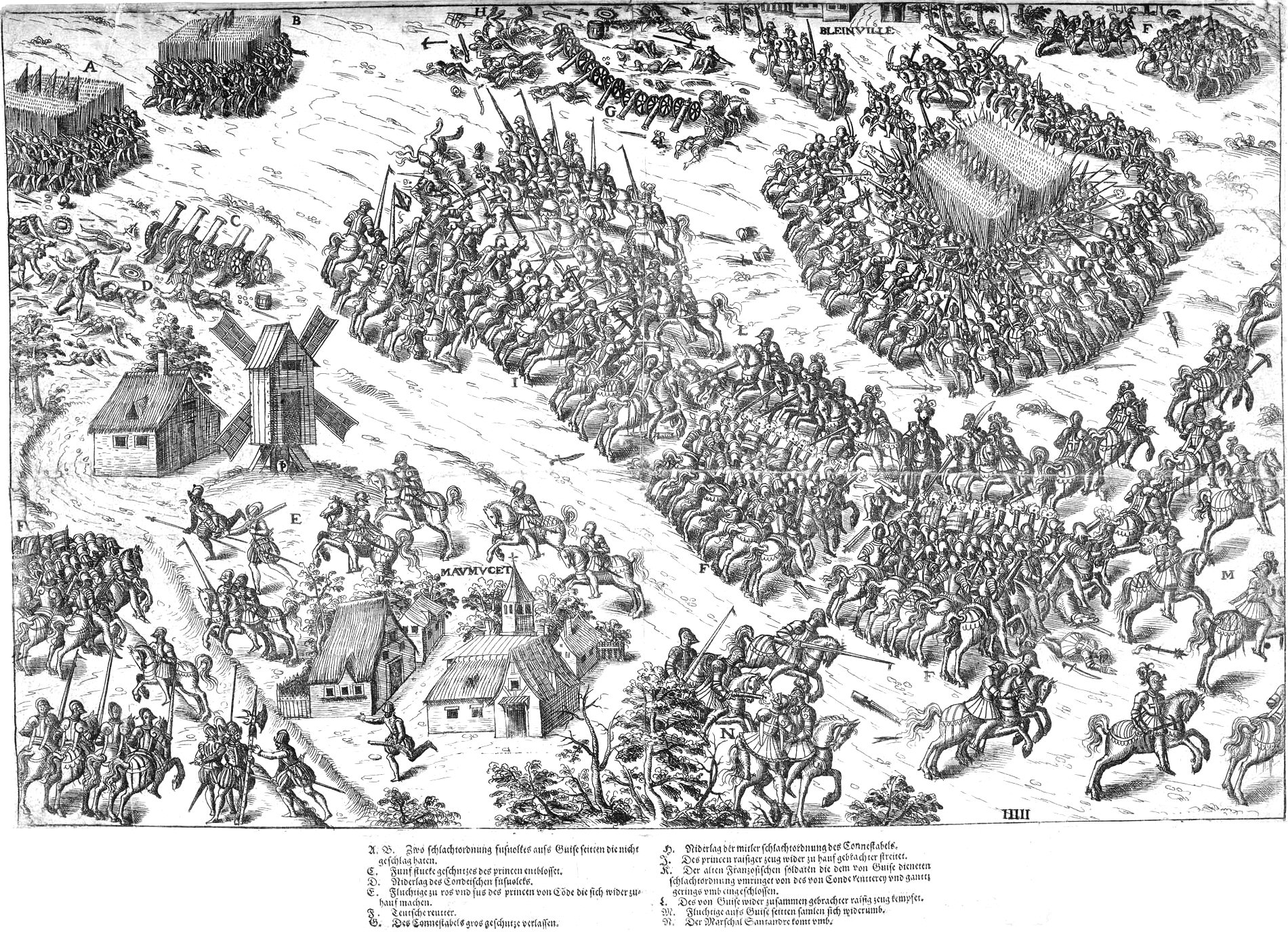
معركة درو

ينقسم الصراع إلي ثلاثة مجالات رئيسية للقتال. وأهمها الذي انتشر في نورماندي ولوار حيث حاول الجيش الاستيلاء علي أورليانز التي كانت بمثابة نقطة تجمع للبروتستانت. ثاني منطقة للقتال تقع في الجنوب الشرقي وبالأخص في لانغيدوك حيث تم التخلي عنها الكامل للبروتستانت، يجري القتال في المنطقة الثالثة الواقعة في الشمال الغربي (تشارلز دي سوسيس، الجنرال القائد في جيون يساعده بلاز دي مونلوك الذي أنقذ بوردو وتعارك مع البرزتستانت في معركة فيرجيه. وهذه قوات صغيرة التي انضمت إلي كونديه في أورليانز.

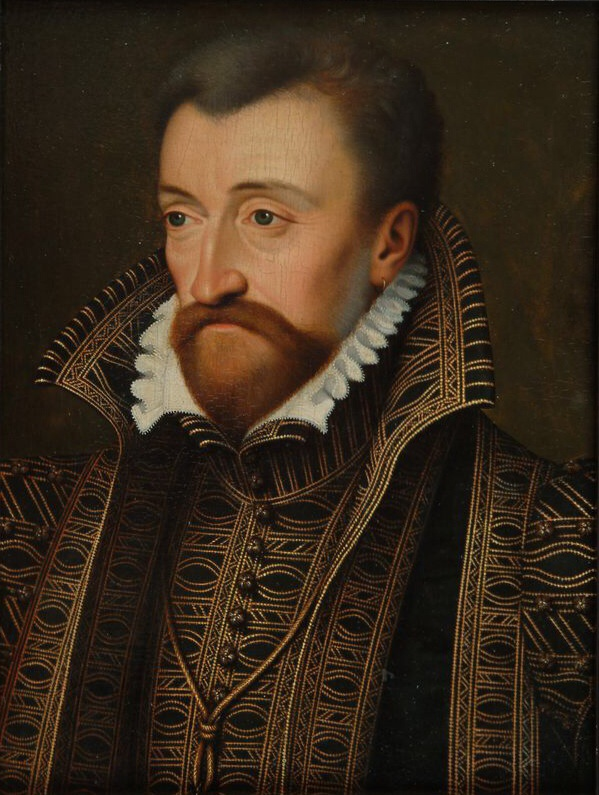
أنطوان دي بوربون، ملك نافار

تم إحاطة الجيش البروتستانتي بشبكات من النبلاء من ذوي الخبرة ولكن يجب أن يستدعوا المرتزقة الألمان. ومع معاهدم هامبتون كور التي تم إمضائها في سبتمبر 1562 ليدها الدعم المالي من ملكة إنجلترا حيث الإصلاح في لو هافر. فشل البروتستانت في جمع جيوشهم الثلاثة (الشمال الغربي، الشمال الشرقي، وادي لا لوار). وقد جلبوا اعتداءات كثيرة علي باريس وكان عليهم الانسحاب لأنهم لم يستطيعوا صد تلك الهجمات.

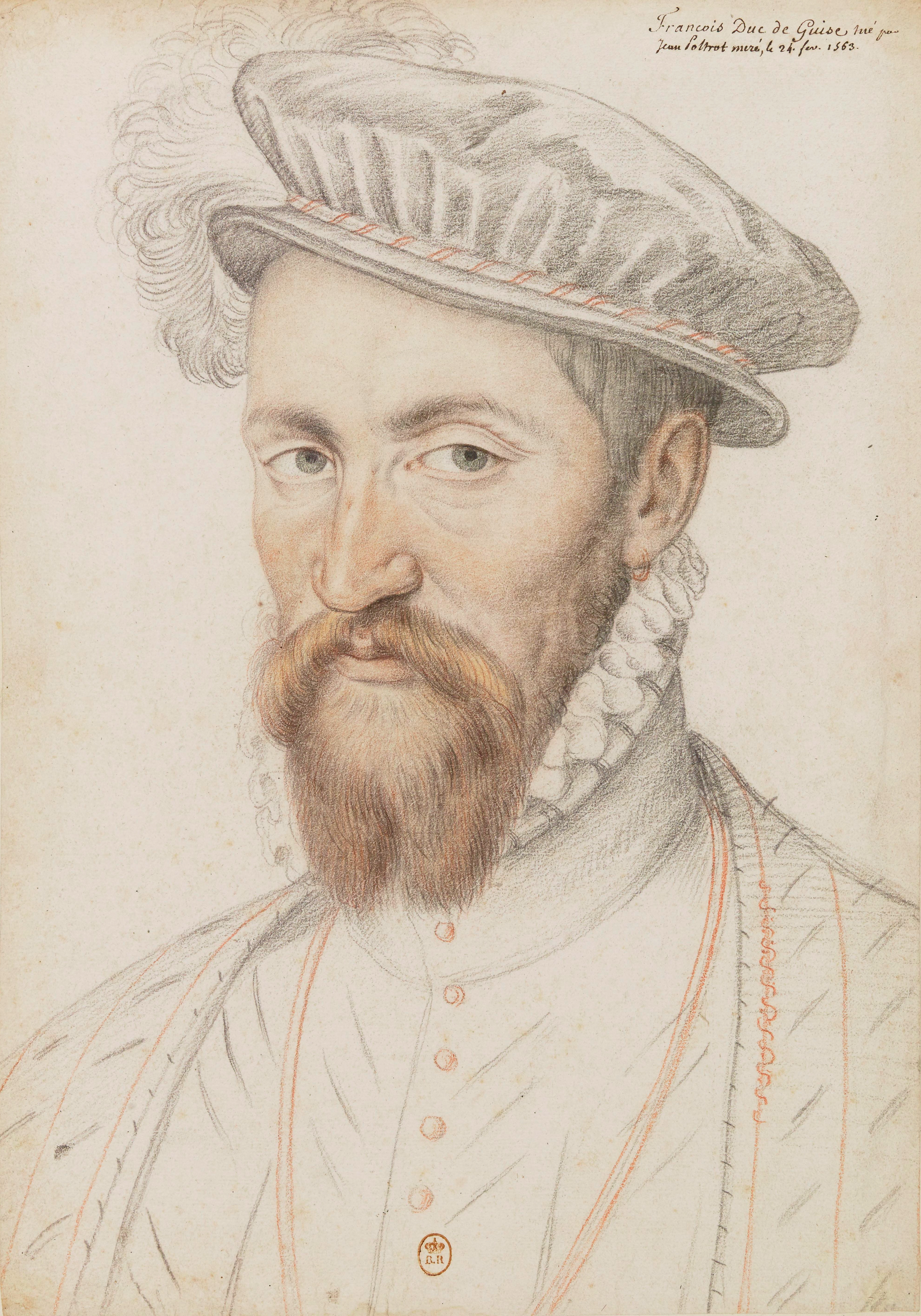
فرانسوا دي لورين، دوق دي جيز

بعد الاستيلاء علي روان حيث توفي الملك دي نافار، قاد أعضاء الحكومة الثلاثية الجيش الملكي إلي لا لوار لمنع تقاطع جيش دي كونديه مع مدينة لو هافر التي كان سيدلي بها البروتستانت للبريطانيين. وجري اللقاء في 19 ديسمبر 1562 في درو. هُزم البروتستانت وتم إلقاء القبض علي الأمير دي كونديه، وقد عاني المعسكر الكاثوليكي أيضا من خسائر عدة، وقد قُتل المارشال دي سانت أندريه وسجن البروتستانت الشرطي آن دي مونمورانسي.
وقد سمح موت فرانسوا دي جيز في حصار أورليانز في كمين في سانت ميسمين لكاترين دي ميديشي أن تفرض اقتراح السلام. وقد أطلقت مفاوضات مع الأمير دي كونديه الذي أدي لمرسوم أمبواز في 19 مارس 1563 المرسوم يسمح بالعبادة البروتستانتية ولكن في بعض الأماكن المحفوظة (مصلي القلاع، مدينة بالجزر) وتعيد فترة التسامح المدني، فإنه لا يجوز لأي شخص أن يقلق بسبب أرائه الدينية.
إذا عادت روان، وأورليانز وليون إلي الملك ؛فإن الحروب تركت الجروح الكثيرة (فقد كانت الحرب الدينية الأولي مُدمرة). فقد لحقت أضرار بالغة بالكنائس والكاتدرائيات التي كان البروتستانت قد أخذوها. فقد جلبت نهاية الحرب الكثير من الكاثوليك للانتقام من البروتستانت. وفي عام 1563 قد أُقيمت دعاوي كثيرد ضد البروتستانت لإدانتهم بنهب الكنائس.
وفي نهاية المطاف ظل السلام الذي فرضته الملكة الأم هشاً. فلم يرغب برلمان باريس في حفظ مرسوم سلام جديد يعتبره متساهلاً جداً. تم إعادة لو هافر إلي البريطانيين بواسطة الكاثوليك والبروتستانت متصالحين. قامت كاترين دي ميديشي بجولة في فرنسا الملكية في عام 1564 لكي تظهر تشارلز التاسع لشعبه. وقد قُبل بترحاب وبانتصار، ومظاهرات وفاء، كذلك الكاثوليك عن البروتستانت عاماً. خلال هذه الرحلة، قابل الملك الشاب اخته إليزابيس دي فالوا التي تزوجت فيليب الثاني زوجة أسبانيا. كانت مصطحبة بدوق ألب. قدم الاثنان مشورة الحزم (1565).

### الحرب الدينية الثانية (1567-1568)

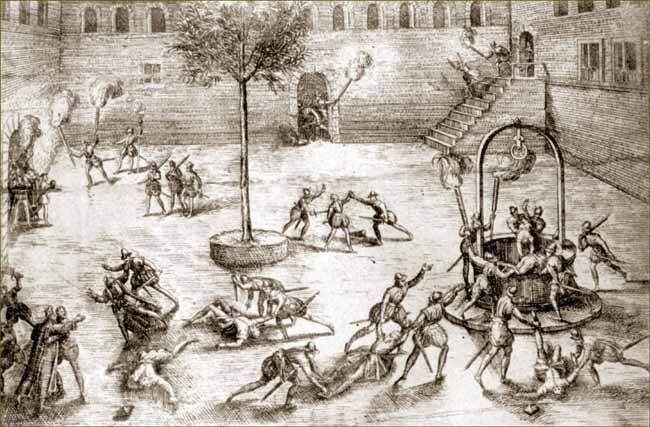
مذبحة ميشيلاد

بعدما عرفت مصر السلام لمدة أربعة أعوام. أصبحت مملكة فرنسا مرة أخرى فريسة للأسلحة. عودة العداء مرة أخرى في عام 1567 وذلك لثلاثة أسباب : فشل مرسوم أمبواز الذي لا يترك حرية الاعتقاد إلا للنبلاء، السياق الدولي العاصفي والتنافس في المحكمة بين الأمير دي كونديه وشقيق الملك الأصغر الدوق هنري دي أنجو. ولقد استاء الطموح كونديه من الصعود السياسي للأمير الصغير الذي لم يتعد السادسة عشر وترك المحكمة لإظهار انزعاجه.
في عام 1567 أرسل الملك فيليب الثاني ملك أسبانبا جيش لمعاقبة التمرد الثوري البروتستانتي الفلمنكي، ويُدعي ثورة المتسولين في هولندا. لم يكف البروتستانت الفرنسيين والفلمنكيين من مساعدة بعضهم البعض. اتجه الجيش الأسباني المبعوث من دوقية ميلانو إلي هولندا بطول السواحل الفرنسية. جدد نهج العدو المخاوف لدي ملك فرنسا الذي قرر تجنيد كتائب جيش سويسرية لمن هجوم أسباني محتمل علي فرنسا. هذا التجنيد أثار قلق البروتستانت الفرنسيين الذين ظلوا حذرين منذ مقابلة بايون حيث ظلت نتائجها سرية. اندلعت حوادث جديدة في المقاطعة (مذبحة ميشيلاد).

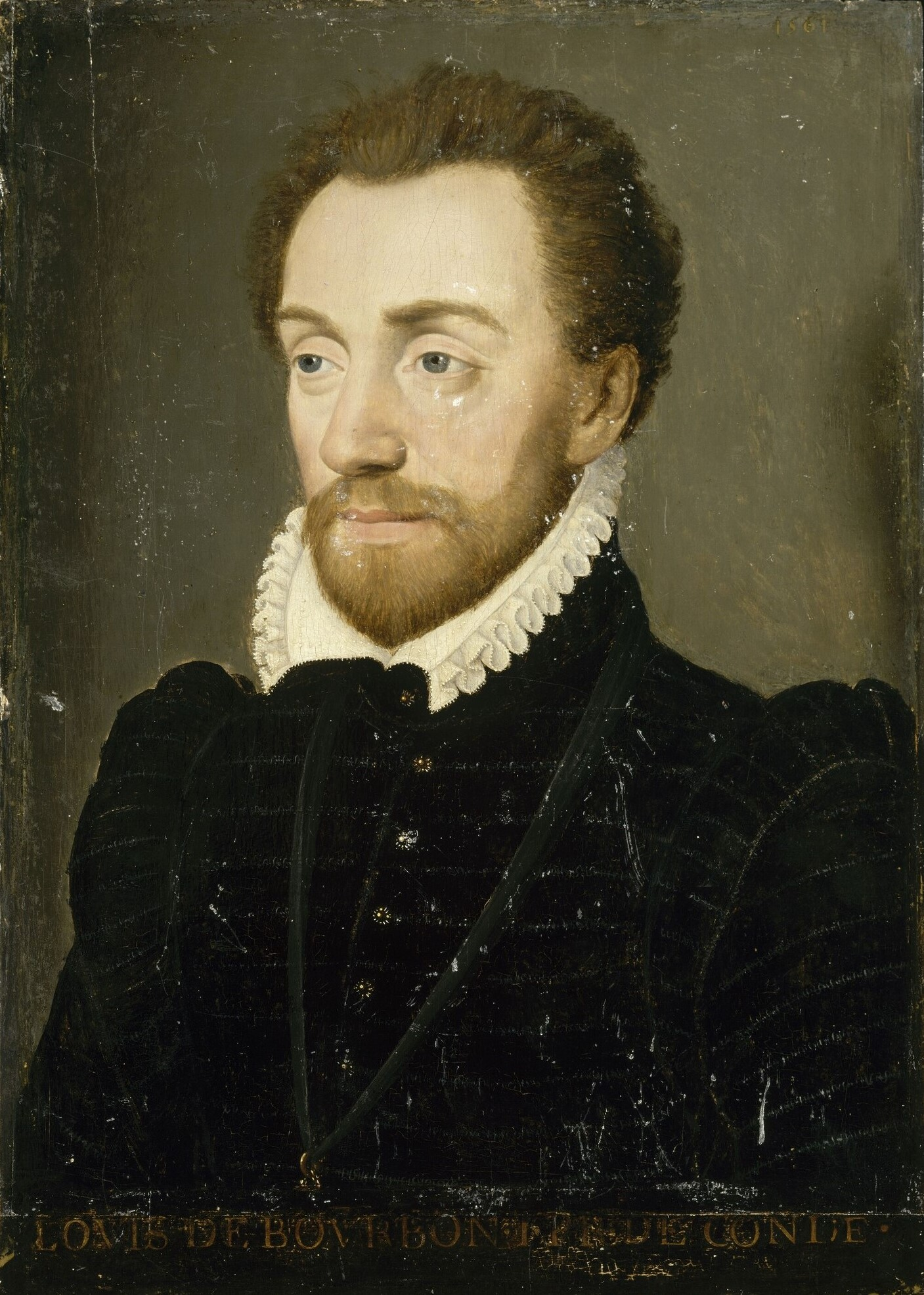
لويس دي بوربون، أمير كونديه

قامت الحرب الثانية تماماً في 28 سبتمبر 1567 عندما حاول الأمير دي كونديه السيطرة على العائلة المالكة بالقوة (مفاجأة مو) للتخلص من التأثيرات الخارجية الضارة. فشل المؤامرة جعل البروتستانت يخشون من الانتقام.. واستولوا علي البلاد التي هم أقوياء بها. تخلت كاترين دي ميديشي عن سياستها المتسامحة. طُرد مايكل دي لوسبيتال من منصبه. نهضت البلاد البروتستانتية في الجنوب من جديد، وتواجه الجيشين من جديد. كان علي رأس الجيش البروتستانتي الأمير دي كونديه الذي استقر في سان دوني لتجويع باريس. ولكن في 10 نوفمبر تم صده في معركة سان دينيس بسبب وفاة الشرطي دي مونمورانسي.
تجري بقية الحملة في الجنوب الشرقي من منطقة باريس بين لوار ونهر الميز وجهاً لوجه لكن دون قتال. سعي الدوق أنجو جاهداً للوصول للجيش البروتستانتي منذ نوفمبر 1567 حتي فبراير 1568. لكن كونديه وجاسبارد دي كوليجني رفضا إعطائهم الحرب قبل انضمامهم مع الجيوش البلاط الألماني للأمير جان جاسيمير. لقد غادروا ضفاف نهر السين إلي لورين حيث يجب أن يتقاطعا. من جانبه ينتظر الجيش الملكي القوات الألمانية من الدوق دي ساكس، والقوات البريطانية من بييمونتي. وبصرف النظر عن المناوشات القليلة لا يحدث أي شيء. نزل البروتستانت إلي بورجوني، عبروا لا لوار إلي لاشاريتيه، صعدوا إلي باريس أخذوا بلوا وشارتر. أدي الافتقار إلي الموارد المالية بين الطرفين إلي توقيع هدنة تُدعي لانج جوموه في 23 مارس عام 1568. التي ترجعن لأحكام مرسوم أمبواز.

### الحرب الدينية الثالثة (1568-1570)

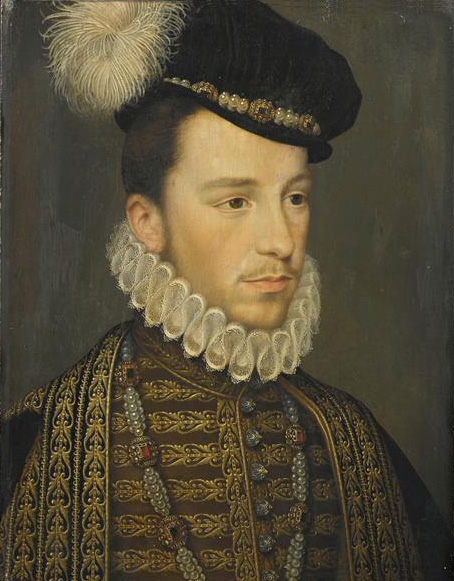
هنري الثالث ملك فرنسا، دوق أنجو

كانت هدنة سلام لانج جوموه ضعيفة وذلك لأن السلطة الملكية لا تثق في الأمير كونديه، وفوض فكرة التنسيق الدولي للكاثوليك بسبب قمع البروتستانتية مثل إعدام كوكفيل. تسمح اتفاقية سلام لانج جوموه للأطراف المحاربة بتنظيم جيوشهم. بعد عدة شهور من إمضاء اتفاقية السلام، استُأنفت الحرب، في 27 يوليو عام 1568 حاول الكاثوليك علي حين غرة القبض علي الأمير دي كونديه بقصر نويه والأميرال كولجني في تالني. فشل المشروع وجمع زعماء البروتستانت جيوشهم في لا روشيل حيث وجد كولجني وكونديه وجان دي ألبير ملجأ بها ونجله هنري دي نافار وأنديليه. وقد خشي البروتستانت من التعرض للإبادة. في 12 سبتمبر سُجل مرسوم من البابا بيوس الخامس يأمر فيه بالحملات الصليبية ضد المُهرطقين في برلمان تولوز. لم يفعل هذا سوي تأكيد مخاوف البروتستانت.
الحملة برمتها تجري في غرب فرنسا، جنوب لا لوار، وكان الهدف من الجيش الملكي الاستيلاء علي البلدان البروتستانتية الواقعة بين نهري لاشارونت ودوردون. البروتستانت الراسخين في لاروشال كانوا ينتظرون الدعم العسكري من الأمير جيوم دي أورنج ودوق دو بونت الممولين من قِبل جيش ملكة إنجلترا. هُزم جيوم دي نوسو واضطًر إلي العودة. من جانبها ينتظر الجيش الملكي بقيادة الدوق أنجو الدعم من أسبانيا ومن البابا.
بعد حملة باردة دون وقوع اشتباكات، فاز دوق أنجو في 13 مارس 1569 في جارناك حيث توفي الأمير كونديه. كوليجني الذي خلفه في رئاسة الكالفينيست دُعي هنري دجي نافار وكان يبلغ من العمر 17 عام، ولكن ظل هنري دي كونديه قائد الجيش الهوغونوتيوني القائد الوحيد الحقيقي. ومن الجهة الكاثوليكية، فشل أنجو في إستغلال فوزه وذلك بسبب غياب مدفعية كافية، ولم ينجح في الاستيلاء علي كونياك، ولم يكن لديه القوات الكافية لتشكيل الحماية الكافية المأخوذة من البروتستانت.

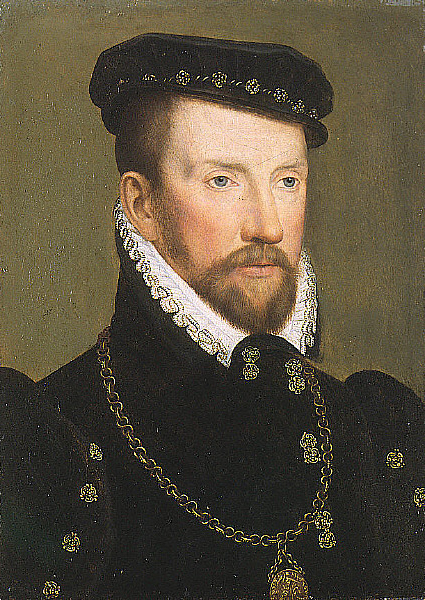
الأميرال جاسبار دي كوليجني

 ذهب الملك إلي معسكر أورليانز بينما نزلت الملكة كاترين دي ميديشي حتي معسكر الدوق أنجو. في 25 يونيو 1569 ضرب الدوق دي كوليجني الكاثوليك في لاروش لابييل حيث سُجن ستروزي. ثو حاصر بواتييه حيث الدوق دي جيز حُبس علي عجلة من أمره. ولكن كولجني قد هُزم في 3 أكتوبر من الدوق دي أنجو في معركو مونكونتور.
تحولت العمليات العسكرية واحدة تلو الأخرى لصالح الجيش الملكي الذي يستولي علي المدن البروتستانتية في بواتو. بعد الاستيلاء علي شاتيروه، ثم نيور ،ثم لوسيجنان ،ثبت أنجو حصاره أمام سانت جون دي أنجيلي في 24 أكتوبر حيث انضم إليه الملك والملكة. كانت لاروشال محظورة من ناحية البحر، ولكن الشتاء علي مشارفه ويوجد قلة في المال في المُعسكرين ،استُأنفت المفاوضات التي أدت إلي هُدنة واستسلام سانت جون دي أنجيلي في 3 ديسمبر 1569.
أثناء المفاوضات كوليجني الذي نجح في جمع شتات جيشه واصل تراجعه إلي الجنوب. لقد مر علي لانجدوك وصعد بطول وادي الرون. وفي المفاجأة الكبري للكاثوليك هزم كوسيه في معركة أرني لو دوق في 27 يونيو 1570. ثم انتقل إلي لا شاريتيه ثم لا لوار، وعرقلة طريق الجنوب علي الكاثوليك. عَجل هذا الحدث التوقيع علي هدنة جديدة وهو مرسوم سانت جيرمين في 8 أغسطس 1570. وبهذا الفعل لقد أعطي للبروتستانت حرية محدودة لممارسة شعائرهم فب الأماكن التي كانوا يصلون فيها من قبل وأيضاً في ضواحي المدن 24 (2 من الحكومة). وتضمن هذه المعاهدة أربعة أماكن أمنة للبروتستانت : لاروشال، كونياك، مونتوبون، ولاشاريتيه.

### الحرب الدينية الرابعة (1572-1573)

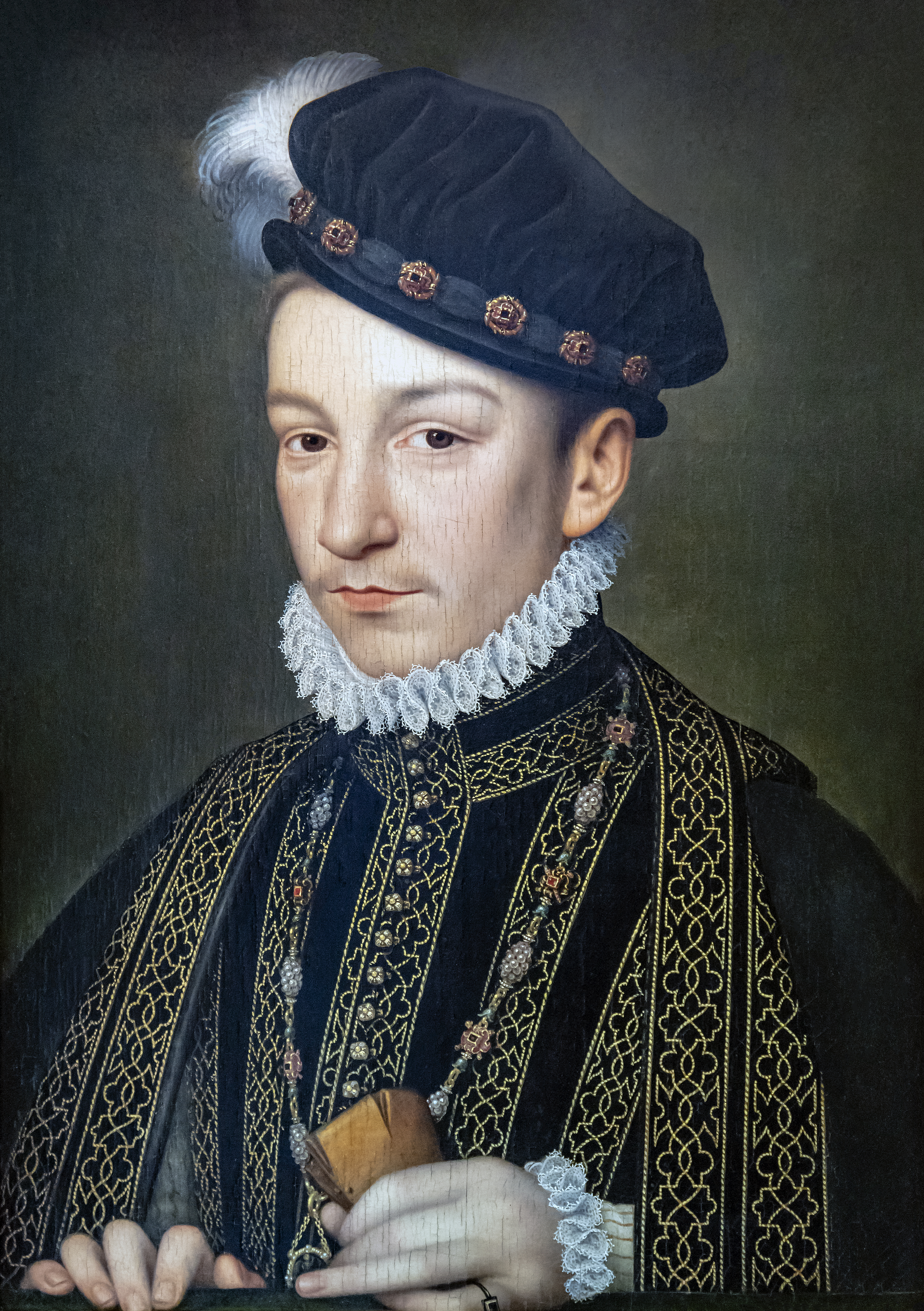
تشارلز التاسع ملك فرنسا

في أثناء الاحتفالات التي تلت زواج كارجريت دي فالوا بالملك دي نافار هنري دي بوربون، كان الأنيرال كوليجني ضحية محاولة اغتيال. جاء البروتستانت إلي باريس بأعداد كبيرة للزفاف لإعلان الانتقام. لقد هُدد السلام ولذلك اتخذ الملك مع حكومته قرار بإعدام كل قادة الهوغونوتيون. هذا أيضاً حيث بدأت مذبحة سانت بارثيليمي في باريس في ليلة 23 أو 24 أغسطس 1572. ينحط القتل في مذبحة شعبية في تلك الأيام وقُدم نحو ثلاثة ألاف قتيل في باريس. وقد ساهم في المجزرة الحراس السويسرية، وحراس الملك والميليشيات البرجوازية. امتد القتل إلي عدة مدن بالرغم من الأمر الملكي بوقف سفك الدماء  ؛ من بين غيرها في مو)25 أغسطس)، في أورليانز (27 أغسطس)، في ليون 31 أغسطس ... مُنعت العبادة البروتستانتية وتشجيع الإصلاحات أو اضطر إلي تحويل. تم إعادة إطلاق النزاع.
ينحصر جوهر الحرب حول بلدتين بروتستنت : لاروشال، سانسير المُحاصرين من قبل قوات الجيش الملكي. فشل حصار لاروشال من قبل الجيش الملكي والافتقار إلي الخزانة الملكية وضع نهاية سريعة للعمليات. بواسطة مرسوم بولوني  ويُسمي أيضاً سلام لاروشال (11 يوليو 1573) دعا تشارلز التاسع إلي إعادة شروط أمبواز ويُزيل البروتستانت من كونياك ولاروشيل. لكن بروتستانت جنوب فرنسا رفضوا هذا وظلوا مسلحين.
أوجدت مذبحة يانت بارثيليمي شرخ بين السلطة الملكية لو البروتستانت. الحزب البروتستانتي الذي ليس لديه أي إيمان أو ثقة بالملك بدأ في التنظيم من جديد أقوي من السابق. بدأت السلطة الملكية المطلقة التشكيك بموجب دستور اتحاد بروتستانت الجنوب ،الذي يوازي الحكومة الحقيقية، الذي يفرض الضرائب علي الكاثوليك والبروتستانت ،لديه دولها (منتخبين من قبل المؤمنين)، أنشأ برنامج مفاوضات مع الملك ولديه تنظيمه العسكري الخاص ؛ إذن يوجد في فرنسا نوع من الجمهورية البروتستانتية وعاصمتها نيم ومونتوبان وميناء رئيسي وهو لاروشال.
في عام 1574 اختار البروتستانت الحاكم العام وحامي الكنائس البروتستانتية في شخص الأمير دي كونديه.

### الحرب الدينية الخامسة (1574-1576)

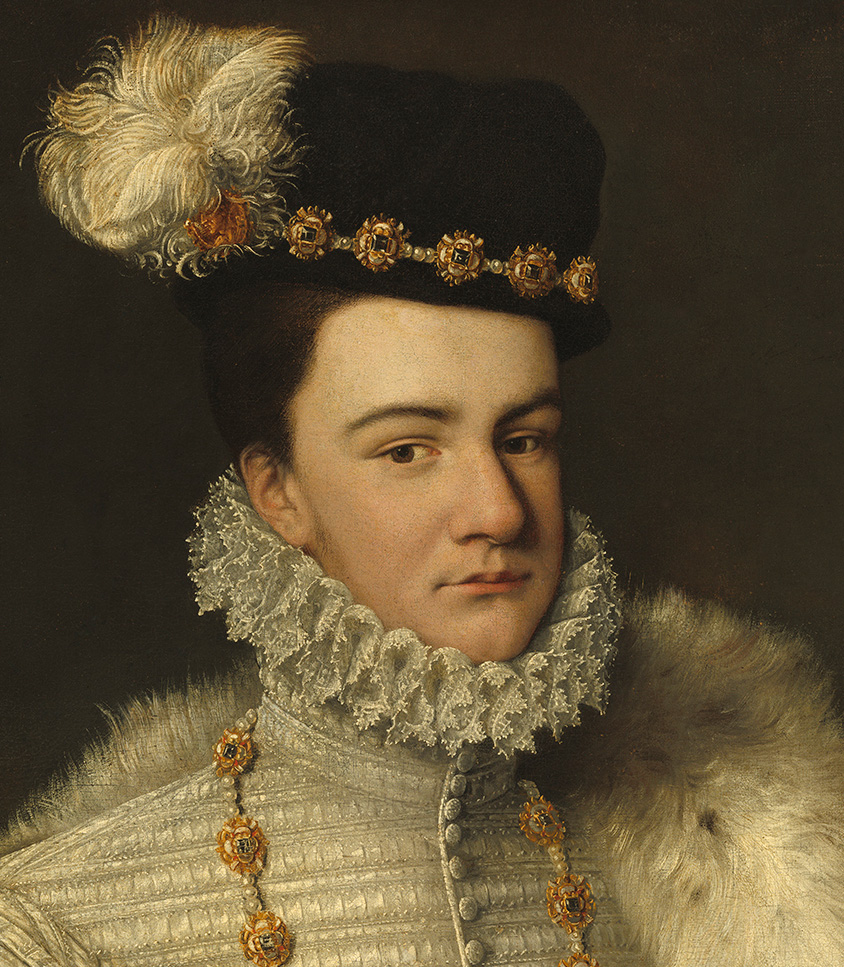
فرانسوا دي ألنسون

بدأت الحرب بمؤامرة من الساخطين في ربيع عام 1574. منذ تعزيز السلطة الحاكمة والجميل الممنوح من قِبل الملك لجذور الحزب الكاثوليكي، وُلدت حالة عصيان داخل القصر والأسرة الحاكمة. يقود المُعارضة فرانسوا دي ألنسون ،شقيق الملك، ضد حكومة كاثرين دي ميديشي ومؤيدي ملك بولندا. وكان يحظي بدعم من عشيرة مونمورانسي والمونارشوماك والذي خاب أملهم في النظام الملكي.
والمونارشوماك خم أولئك الذين يَتَحَدون النظام الملكي. ويعارضونه بسلطة الشعب مُتحدين في جمعية، قادرين علي صُنع القانون واختيار الملك بالانتخاب. وهم يعتقدون أن الثورة تكزن شرعية إذا لم يكن الملك يحكم لصالح الجميع ولا يحترم الحريات والامتيازات للشعب. هذه النظريات التي عُمِمَت في ألمانيا وإنجلترا ثم رَوجها البروتستانت في فرنسا بواسطة فرانسوا أوتمان زثودور دي بيزي، ولانجيه، وأتين دي لابويسيه.
تابع تآمر المُتذمرين في المقاطعة إلي استيلائهم علي الأسلحة من البروتستانت. وقد استولوا علي الأماكن من خلال تنكرهم في أزياء كرنفالية. كانت مفاجأة الثلاثاءالدامي.
واللاجئين في إنجلترا منذ مذبحة سانت بارثيليمي، والكونت دي مونتجوميري قائد الهوغونوتيون الهارب من المذبحة، قد شن هجوماً علي لانورماندي.
ومع مرضه الشديد ظن تشارلز التاسع أن بوسعه السيطرة علي الوضع من خلال قمع التمرد بشدة. وفي 30 أبريل تم إعدام المتمردين: جوزيف بونيفاس دي لامول وأنيبال دي كوكوناس. وفي 4 مايو تم سجن الدوق دي مونتمورنسي والمارشال دي كوسيه. وأمام حزم الملك لقد فر المتآمرين كونديه وتوريه وتورين إلي الخارج. وقد تحالف محافظ دامفيل لانجدوك مع البروتستانت.

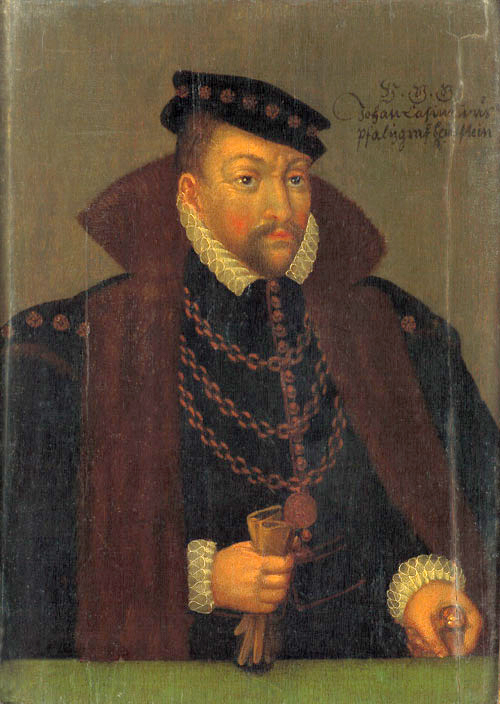
جون كاسيمير دي بالاتينا

وفي 30 مايو 1574 مات تشارلز التاسع بدون وريث. أصبح أخوه ملك بولندا ملكاً لفرنسا باسم هنري الثالث. في انتظار عودته أعلنت الملكة كاثرين دي ميديشي الوصاية، وواصلت الكفاح وحاولت استعادة السيطرة علي الوضع. وفي 26 يونيو 1574 تم إعدام مونتوغمري الذي سُجن بواسطة حاكم نورماندي ماتيجنون. وعند عودته من بولندا حاول هنري الثالث استعادة الأقاليم الجنوبية لكن دون جدوي. وفي 21 يونيو 1575 تأثرت مدينة بيزانسون بمعركة رهيبة حيث انتصر فيها الكاثوليك.
وارتد الصراع لصالح المتذمرين، حيث بعد عام هرب فرانسوا دي ألنسون من القصر وتولي قيادة جيش من المتذمرين. وكان معه دعم دامفيل في لانجدوك والحزب البروتستانتي. وأدخل الأمير دي كونديه بعو عودته إلي إيمانه الأصلي إلي المملكة جنود قد جندهم في بالاتينات الانتخابية. وبالرغم من انتصار الدوق دي جيز، الذي قاد الجيوش الملكية في 10 أكتوبر 1575 إلي دورمانس لا لا يظل الوضع في صالح المُتمردين. في ديسمبر 1575 أخترق جون دي كاسمير ،نجل الكونت دي بالاتين، شرق المملكة مع 25000 رجل الذي كان قد دمره. وفي عام 1576 عرف هروب الملك دي نافار في القصر. حصار باريس من قِبل قوات التحالف وتفوقهم العددي أجبر ملك فرنسا هنري الثالث أن ينصاع. تم توقيع مُعاهدة السلام في اتيجني.
في 6 مايو 1576 أصدر الملك مرسوم بوليو الذي يستجيب بشكل إيجابي لمطالب المُتذمرين. وقد أعطي البروتستانت حُرية العقيدة وأماكن آمنة (ضمانات عسكرية). وقد أنشئ في البرلمان غرف منتصفة حيث يتمثل فيها البروتستانت والكاثوليك بنسب مُتساوية. وعَوض الملك أيضاً ضحايا مذبحة سانت بارثيليمي. وأحكتم هذا المرسوم كانت في الأساس مرسوم نانت في عام 1598. وعلاوة علي ذلك وافق الملك علي اجتماع الولايات العامة.
والتقي شقيق الملك الدوق دي أنجو، وعاد الأمير الألماني جون كاسيمير مع تعويض ضخم، عقد بعض الوقت مدير الشئون المالية للملك بومبون دي بليفر.

### الحرب الدينية السادسة (مايو 1577- سبتمبر 1577)
وجد الكاثوليك أن أحكام مرسوم سلام بوليو مُفرطة. وكونوا العُصبة المحلية المُتحدة بينهم من اليمين واستعدوا للحرب. الروابط مهمة في بريطانيا وفي الجزء الشمالي من البلد. وبدا الملك في عُزلة متزايدة بين الكاثوليك والسياسيين والبروتستانت. لم يؤدي اجتماع الولايات العامة ببلوا إلي أي تحسن في الوضع وبدأت الحرب في مايو 1577. انضم السياسيين المعنيين بوحدة المملكة إلي الجيش الملكي. وكان قائدهم فرانسوا دي ألنسون يقود كل العمليات. وبعد حصارات سريعة، لقد سيطر علي مدن لاشاريتيه إلي لا لوار في مايو، وفي يونيو إسوار. عمل دوق ماين في بواتو. أطاعت دامفيل أوامر الملك وحاصرت مونتبولييه. ومرة أخرى لا يستطيع حزب الفوز. وتجسد السلام في معاهدة بواتيير حيث وضعت نهاية مؤقتة للصراع. فلقد قيدت شورط العقيدة البروتستانتية محددين في بلد واحدة في الضواحي.

### الحرب الدينية السابعة (1579-1580)
بدأت كاثرين دي ميديشي برحلات جديدة في المملكة. وقد قابلت الأحزاب المختلفة وحكام الولايات الكبري. كان هدفها إقامة سلام دائم. وفي 28 فبراير 1579 لقد وقعت معاهدة سلام نيراك باسم الملك، والتي أعطت للبروتستانت 15 مكان أمن لمدة ستة أشهر، وبعد ستة أشهر رفض البروتستانت إعادة. وقد أخذ هنري دي نافار كاهور. وأمنت معاهدة سلام فيليكس 15 مكاناً أمناً للبروتستانت لمدة 6 شهور. وقد سميت هذة الحرب حرب الحب بسبب مؤامرات الشهامة التي أدت لها. وفي الحقيقة عاش هنري دي نافار وزوجته مارجريت دي فالوا حياة سعيدة في نيراك في قصر مكون من النبلاء الصغار، وشهامتهم المستمرة أسمتهم مُحبين.
وفي خلال الحروب تقلصت السلطة الملكية أمام حُكام الولايات. ومن الناحية الكاثوليكية حاكم روارج وكيرسي وأيضاً جيون وكونديه حاكم جيون. ومن الناحية الكاثوليكية حزي دي جيز يسيطر علي حكومات بريطانيا، بورجوني، شومباني، نورماندي. وفي بعض الأماكن تقسم السلطة بين الاثنين كما في الضواحي.

### الحرب الدينية الثامنة (1585-1598)

#### نهاية حكم الملكهنري الثالث

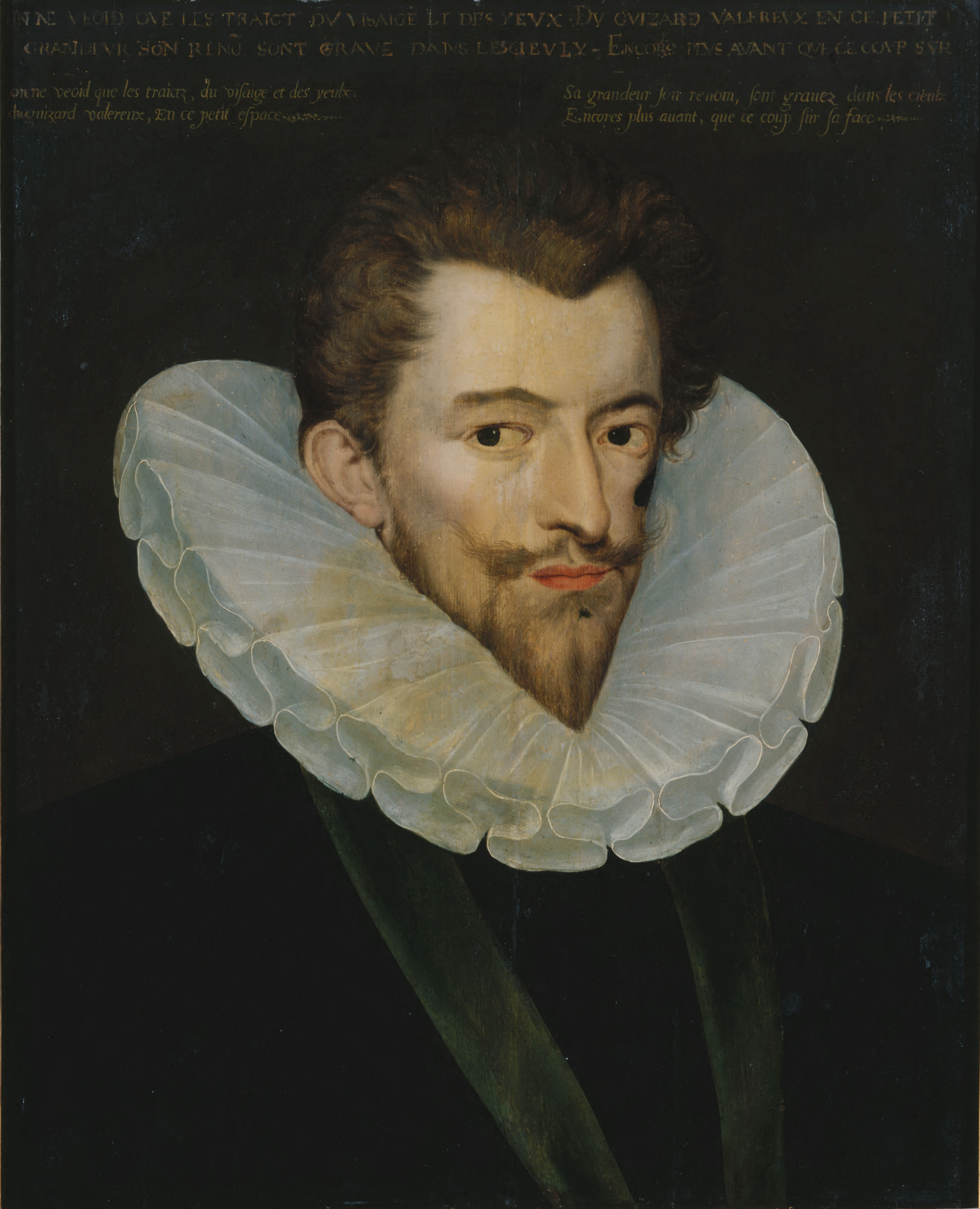
هنري الأول، دوق غيس، 1588

توفي الدوق دي أنجو، فرانسوا دي ألنسون في 10 يونيو 1584. لم يكن لدي هنري الثالث أي أطفال وهو المشكوك فيه. وكانت عائلة دي فالوا مُهددة بالاختفاء. منذ اختفاء الكابيتيون المباشرون، كان قانون الخلافة في فرنسا هو قانون البكورية الذكورية التي تستبعد الفتيات وأبناءهن من اعتلاء العرش. أصبح قائد الحزب البروتستانتي دي نافار هو الوريث الشرعي. ولا يريد الكاثوليك سيادة بروتستانتية حيث تفرض ديانتها في كل المملكة. وقع الجيز معاهدة جوانفيل مع الأسبان. وبواسطة هذه المعاهدة كان المُتفق عليه أن يكون خليفة الملك هنري الثالث الكاردينال دي بوربون. ودفع فيليب الثاني 50000 إيكو شهرياً ليدفع لجنود العُصبة. وفي ربيع 1585 أخذت العُصبة السيطرة علي الكثير من البلدان، ومحاولة للسيطرة علي العصبة، أعلن هنري الثالث نفسه رئيساً في 7 يوليو 1585. ولكي يعطي ضمانات للعصبة أصدر مرسوم نومور في 18 يوليو 1585 الذي يُحرم العقيدة البروتستانتية ويُجرد هنري دي نافار وكونديه من حقوقهم. واستقبل دعم سيكتوس الخامس الذي ذكره أن الملك دي نافار كان مُهرطق وزنديق.
استُأنفت الحرب. واجه كونديه مركور بالقرب من لاروشال، والملك دي نافار ضد أومال في جيون...وكان الجيز في الشرق لمنع قوات ألمانيا من التقدُم. وكان الملك يُشرف علي كل شيء، ولكن المعارك المختلفة لم تكن حاسمة. ولقد ؟أنزل الملك دي نافار خسائر فادحة علي الملكية بقيادة آن دي جوايوز وذلك في مهركة كوتراس في 22 أكتوبر 1587. جيز حاول اغتيال الجنود البروتستانت الألمان أثناء معركة فيموري (بالقرب من مونتاجري) في 26 أكتوبر 1587 ثو في أونو في 24 نوفمبر 1587. مشهود له بانتصاراته، كان شعب باريس يهلل لجيز ويُذل الملك. لذا يجب علي الملك التخلي عن العاصمة إلي المُتذمرين وذلك في يوم الباريكاد في 12 مايو 1588. أعلنت المدينة أنها مع العُصبة وكسبت مؤسسات جديدة.
استفاد الملك من انحاد الولايات العامة في بلوا لكي يغتال قواد العُصبة، الدوق دي جيز وشقيقه الكاردينال دي لورين في ديسمبر 1588. بعد هاتين الجريمتين، صاح الملك هنري الثالث قائلا : الآن أنا الملك. عند معرفة خبر اغتيال قادة العُصبة أعلنت العُصبة انقطاعها عن أي اتصال مع الملك الطاغي والخائن للقضية الكاثوليكية. أخذ قيادة باريس الدوق دي ماين شقيق الضحيتين والقائد الجديد للعُصبة. وفي فبراير 1589 انتقل إلي باريس اتحاد المجالس العامة حيث يتجمع العديد من الحُكام. أعلن الأطباء من الكلية اللاهوتية بباريس المواضيع الفرنسية المحلولة من أدائهم يمين ولائهم. لم يكن أمام الملك هنري الثالث لكي ينقذ عرشه سوي الاتحاد مع البروتستانت. وتوافق مع الملك دي نافار، ووحدوا قواتهم لمُحاصرة باريس. تم اغتيال هنري الثالث بسان كلود في الأول من أغسطس 1589 من قِبل راهب مُتعصب، مما جعل هنري دي نافار، قائد البروتستانت الملك الجديد لفرنسا.
اعترف السياسيين الكاثوليك مثل البروتستانت بشرعية الملك. وبالإضافة إلي ذلك أعلن هنري الرابع في 4 أغسطس عن عزمه تعلُم الديانة الكاثوليكية وذلك بعد تأثير مايكل دي مونتانيي. ولذلك ترك البروتستانت المُتشددون الملك. لقد كانوا يخشون من تحوله هذا أن يؤدي في نهاية المطاف إلي المزيد من الاضطهاد للبروتستانت. وانقسم البرلمان ما بين متآمرين وملكيين.

#### هنري الرابعوالاستيلاء علي الحكم
استولت العُصبة علي شمال فرنسا وكانت تعتمد علي دهم فيليب الثاني ملك أسبانيا. ورفضت العُصبة الاعتراف بملك بروتستانتي. ومنذ شهر أغسطس 1589 أعلن المتآمرين البارسيين الكاردينال دي بوربون ملكاً لفرنسا. ولكنه توفي في ماية 1590 وترك خلفه فراغ سياسي بين المتآمرين. ثم استقر الجنود الأسبان في بريتاني ولانجدوك. وقد أعطي أوامر مرتين لجيوش ألساندرو فارنيزي المُقيمين في هولندا للعودة إلي فرنسا. تدخل الدوق دي سافوا في بروفنس ودوفين. ومن الناحية البروتستانتية، بعثت لهم الملكة إليزابيث الأولى ملكة إنكلترا المال، وبعث لهم الأمراء الألمان جيوش.
وفي 1589-1590 ضاعف هنري الرابع عملياته بالقرب من باريس ونورماندي. وبعد انتصاره في معركة آرك تقدم بحصاره أمام باريس. وبعد انتصاره اللامع في إيفري حاول مُحاصرة باريس للمرة الثالثة. وبعد عدة أسابيع من الحصار، اضطر هنري الرابع من رفع خيمه ولذلك بسبب الجيش الأسباني الذي بعثه ألساندرو فارنيزي ليفك حصار باريس. وجدد المحاولة في ليلة 20 و 21 يناير 1591 لكي يستثمر باريس بالحيلة ؛ وذلك من خلال بعثه برجاله مُتخفيين في زي تجار الدقيق، وقد لقيت هذه المحاولة فشلها وسُمي ذلك اليوم يوم الطحين.
لقد حاصر روان، وأرسل جيشاُ لفتح الطريق أمامه إلي هولندا البروتستانتية وآخر ليمنع الدوق مركور من نزع السيادة من بريتاني. وعلي الجبهة الجانوبية، تمكن الدوق دي مونمورانسي من هزم عائلة جوايوز.
وفي 1593 اتحدت الولايات العامة التابعة للجامعة بباريس. ويُطالبون بملك كاثوليكي. ورفضوا إعطاء تاج فرنسا للوريثة إيزابيل ابنة فيليب الثاني ملك إسبانيا وإليزابيث من فالوا. وكان الدوق دي سفوا والدوق دي لورين والجيز أيضاً والبوربون كانوا في صف الكاثوليك. وفَهم هنري الرابع أنه لن يكون مقبولاً لو ظل بروتستانتيا ً. أعلن اعتناقه الكاثوليك وتبرأ في كاتدرائية سانت دينيس في 27 يوليو 1593. هذا التحول فتح أمامه الأبواب بباريس في 1594. قُدس في شارتر في 27 فبراير 1594. واعترف البابا بشرعية الخلافة في 7 ديسمبر 1595. استقر بشكل دائم في العاصمة. انتهي هنري الرابع من استعادة مملكته. وأعلن رسمياً الحرب علي أسبانيا، وبدأت حملة في بروجوندي الأمر الذي أدي إلي تحطم أخر القوات المسلحة للعُصبة في معركة فونتين فرانسواز.
هُزكت مايين، وتوقف العُصبة النبيلة تدريجياُ عن التواجد. وفي عام 1596 تسارع الدوق الشاب دي جيز في مُحاصرة مارسيليا. ويمكن أن يجعل هنري الرابع مدخله في مدينة ليون التي كانت عكس باريس تُرحب به كثيراً. فإذا خضع تشارلز دي ماين وفرانسوا جوايوز إلي الملك، لن يكون لديهم حاكم لبريتاني، الدوق دي ماركور الذي يدعم القوة المتآمرة علي بريتاني حيث فيليب الثاني يستقر الجيش الأسباني.
تم استعادة الشرق، هنري الرابع يحاول حماية حدوده الشمالية من الأسبان. واستعادة المواجهات في لاوون الوضع لصالحه ولكن مُحاصرة الأسبان المفاجئ لأميان جعل الجميع يتسائلون. وتخلي عنه البروتستانت الذين يعتبروا أنفسهم ظلموا من الملك، حاول هنري الرابع أخذ أميان التي وضع بها الكثير من الموارد العسكرية. جاءت قوات الجيش الأسبانية لمُساندة القوات المُحاصرة، وبعد الكثير من التضحيات اتخذت المدينة.

#### تهدئة الأوضاع
في عام 1598 تم إقرار معاهدة سلام ما بين فرنسا وأسبانيا وهي معاهدة سلام فرنيس. انتقل هنري الرابع إلي أنجر لإعداد مرسوم جديد للتهدئة ويقدم في نانت والدوق دي ماركور. وقد حل مشكلة البروتستانت من خلال اعتماد مرسوم تسامح وهو مرسوم نانت. وهو يعتمد علب المراسيم الصادرة خلال فترة الحروب الدينية. وقد حصل المًصلحين علي حرية العبادة والعقيدة المحودة، والمساواة المدنية مع الكاثوليك. تم توفير الضمانات القضائية بموجب الدستور «المحاكم منتصفة الأحزاب» في أربع مدن. وأخيراً لحمايتهم لديهم بعض الأماكن لمدة ثماني سنوات، وتُجدد الامتيازات في 1606. ولكن أعداد البروتستانت قد قلت بشدة، وفي نهاية الحروب الدينية لم يكن سوي مليون بفرنسا.

## المسألة البروتستانتية بعد عام 1598

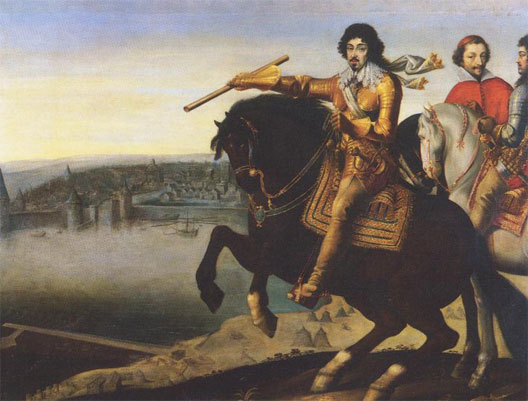
لويس الثامن، أمام لا روشال عاصمة البروتستانتية الفرنسية

أُصدر مرسوم نانت في فرنسا وظل ساري المفعول لمدة سبعة وثمانين عاماً، حين أصدر المرسوم الذي ألغاه والمعروف باسم مرسوم فونتينبلو.
هي حالة أصلية ومشهورة في فرنسا مثل ولادة التسامح في أوروبا. في الواقع، لم يكن المرسوم سلام ديني استثنائي، إذا كنا نأخذ في الاعتبار قواعد التعايش الديني في بولندا والمجر ترانسيلفانيا، وحتي في الإمبراطورية. فهو يأسس دولة كاثوليكية تُسامح فيها البروتستانتية ولكنها تُحرمها. وفي الواقع أدي المرسوم إلي انتعاش الديانة الرومانية حيث أنها تم إيقاف العمل بها ونك إعادة ممتلكات الكنائس إلي أصحابها، ولكن لا يمكن ممارسة العبادة البروتستانتية بحرية في كل مكان. وإعادة هيمنة الكاثوليكية علي المملكة أصبحت مُمكنة. وهكذا منذ بداية القرن السادس عشر اتبع هنري الرابع سياسة مُحاباة الإصلاح الكاثوليكي، وأيضاً أظهر دعمه الواضح لليسوعيون.
واجه لويس السادس عشر تمرد البروتستانت الجديد.
وتضمنت كلا من الحروب المدنية والعمليات العسكرية المسلحة. تضمنت الحرب أيضا الصراع بين بيت البوربون وقوة بيت جوس متحدا مع الاتحاد الكاثوليكي. بالإضافة إلى انها من الممكن ان يكلق عليها حرب بين الملك فيليب الثانى ملك إسبانيا والملكة اليزابيث الأولى ملكة إنجلترا.

### عهد فرانسوا الأول
وصلت الأفكار اللوثرية إلى فرنسا خلال عشرينيات القرن السادس عشر (1520)، وتباينت السياسة الملكية الفرنسية تجاه البروتستانتيين ما بين التسامح والقمع. تورط فرانسوا الأول الذي حكم فرنسا ما بين (1515-1547) في الحروب الإيطالية (1494 ـ 1559)، فدعم الأمراء البروتستانتيين المتمردين في الإمبراطورية الرومانية المقدسة وكان بسبب ذلك متسامحاً مع أتباع البروتستانتية في فرنسا كلما احتاج إلى دعمهم. كما أن الحدود بين معتنقي اللوثرية وبين حركات الإصلاح الإنسانية التي راجت أفكارها في البلاط الفرنسي، كانت حدوداً مشوشة غير واضحة، كما أن مارغريت دي نافار وهي أخت الملك واصلت حماية المصلحين المتهمين بالهرطقة. لكن، وبعد حادثة توزيع ملصقات معادية للكاثوليكية في أنحاء مختلفة من باريس عام 1534، أعاد فرانسيس الأول تصنيف البروتستانتيين كأعداء وتحرك ضدهم صراحة.

### عهد هنري الثاني
استمر اضطهاد البروتستانتيين على نحو متقطع أثناء عهد هنري الثاني الذي امتد حكمه ما بين (1547 ـ 1559)، ليتصاعد مع نهاية حكمه مع تأسيس محكمة جديدة خخصت للهراطقة، وقد أطلق عليها البروتستانتيون اسم «حجرة النار»*1*. ويمكن النظر إلى ذلك باعتباره رداً على تزايد أعداد معتنقي البروتستانتية الكالفنية التي طغت على بقية المذاهب المسيحية البروتستانتية في فرنسا خلال تلك الحقبة. لقد حققت الكالفينية نجاحاً بين الناس في مختلف طبقات الهرم الاجتماعي والوظيفي وانتشرت في مناطق مختلفة دون تمييز. في عام 1559 اجتمع 66 مندوباً من الكالفينيين في باريس سراً وعقدوا مجمعاً عاماً فوضعوا ميثاقاً للإيمان وكتاباً للمبادئ، يقدر أن عدد الكالفنيين مع حلول عام 1560 كان في حدود 10% من سكان فرنسا البالغين 18 مليوناً. في عام 1559 وأثناء رحلة صيد احتفالية أصاب رمح طائش الملك هنري الثاني مخترقاً عينه ومؤدياً إلى وفاته بعد 10 أيام ليترك خلفه خواءً في السلطة السياسية.

## وصلات خارجية
- الحروب الفرنسية الدينية (بالإنجليزية)
- حروب الدين الثمانية (1562-1598) على المتحف البروتستانتي الافتراضي (بالإنجليزية)